# Eldaren, Uppsala
Eldaren är en byggnad i centrala Uppsala, alldeles invid Uppsala centralstation, Uppsala Konsert & Kongress och Katalin, som inrymmer Region Uppsala. Inflyttning skedde i september 2016.

## Historia
Byggnaden är uppkallad efter kvarteret Eldaren, som fått sitt namn efter eldare i gamla lokomotiv. Bygget påbörjades 27 februari 2015. På platsen för byggnaden fanns tidigare en parkeringsplats. 
Under byggtiden uppstod en konflikt mellan beställaren Uppsala kommun och byggherren Jernhusen angående bygglovet för det öppna bottenplanet. Uppsala kommun menar att Jernhusen inte följt det bygglov som finns för bygget. Mark- och miljödomstolen gick som första instans på Jernhusens linje.

## Exteriör

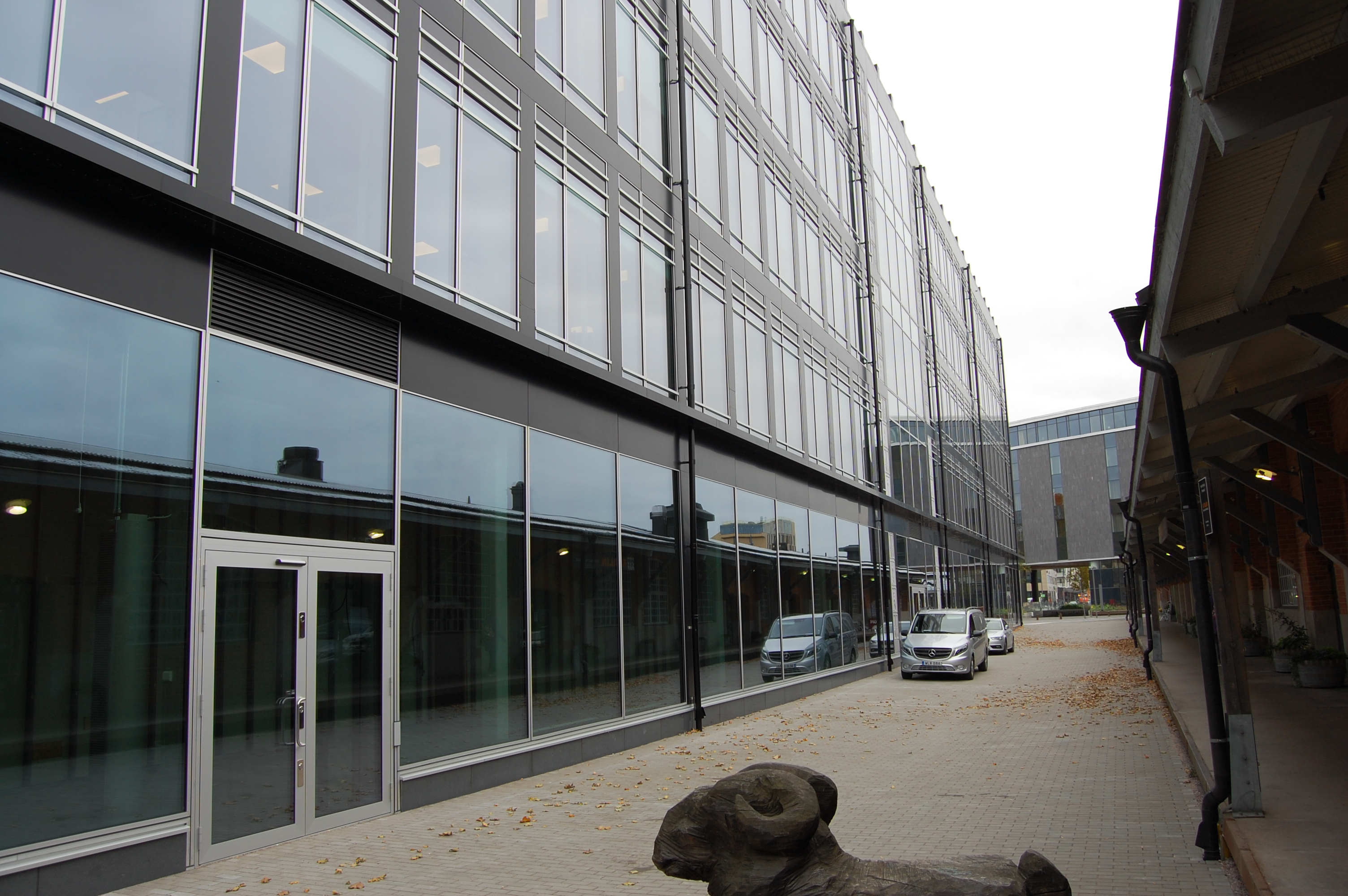
Från baksidan av godsmagasinet
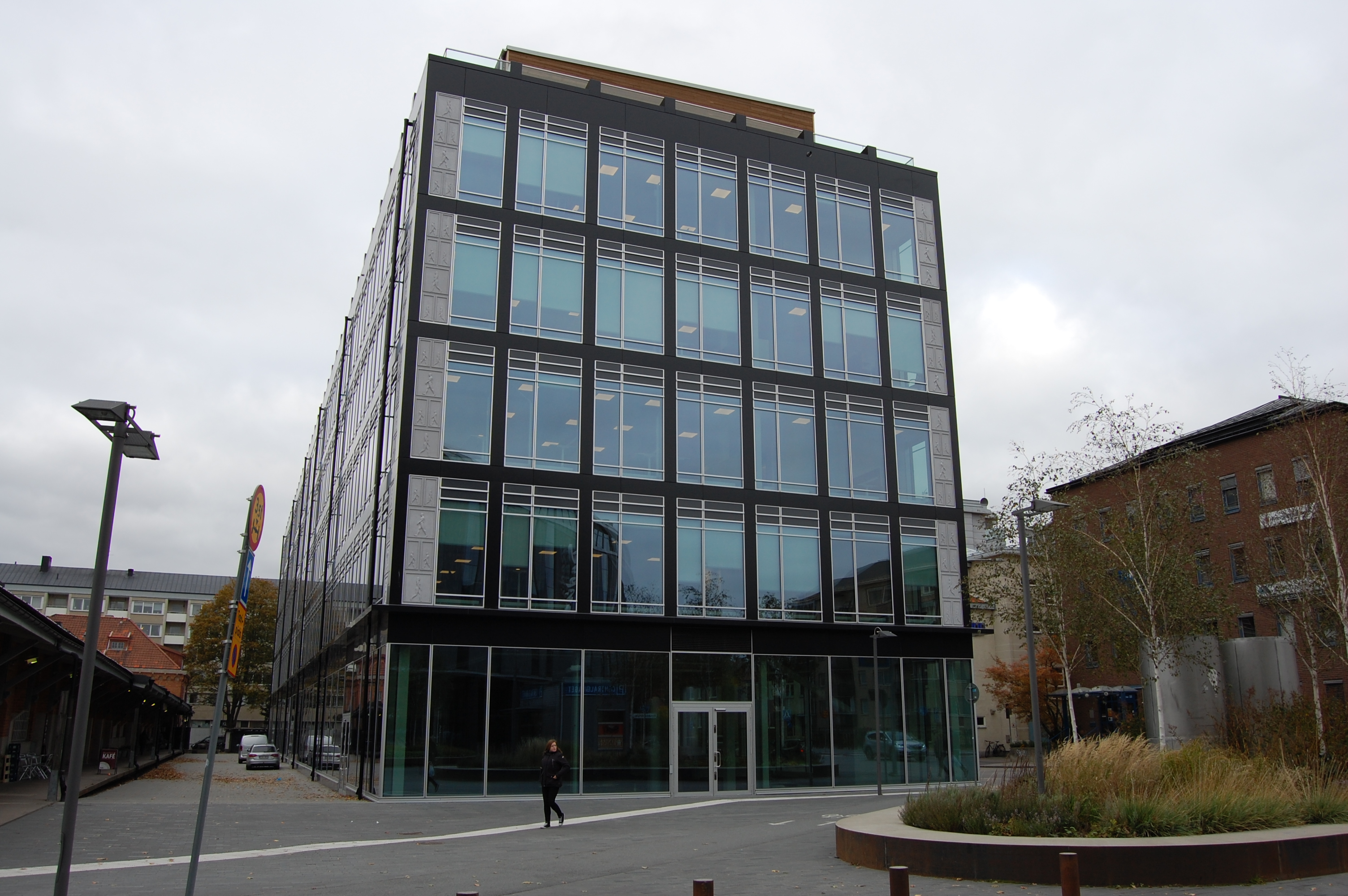
Från centralgaraget och resecentrum
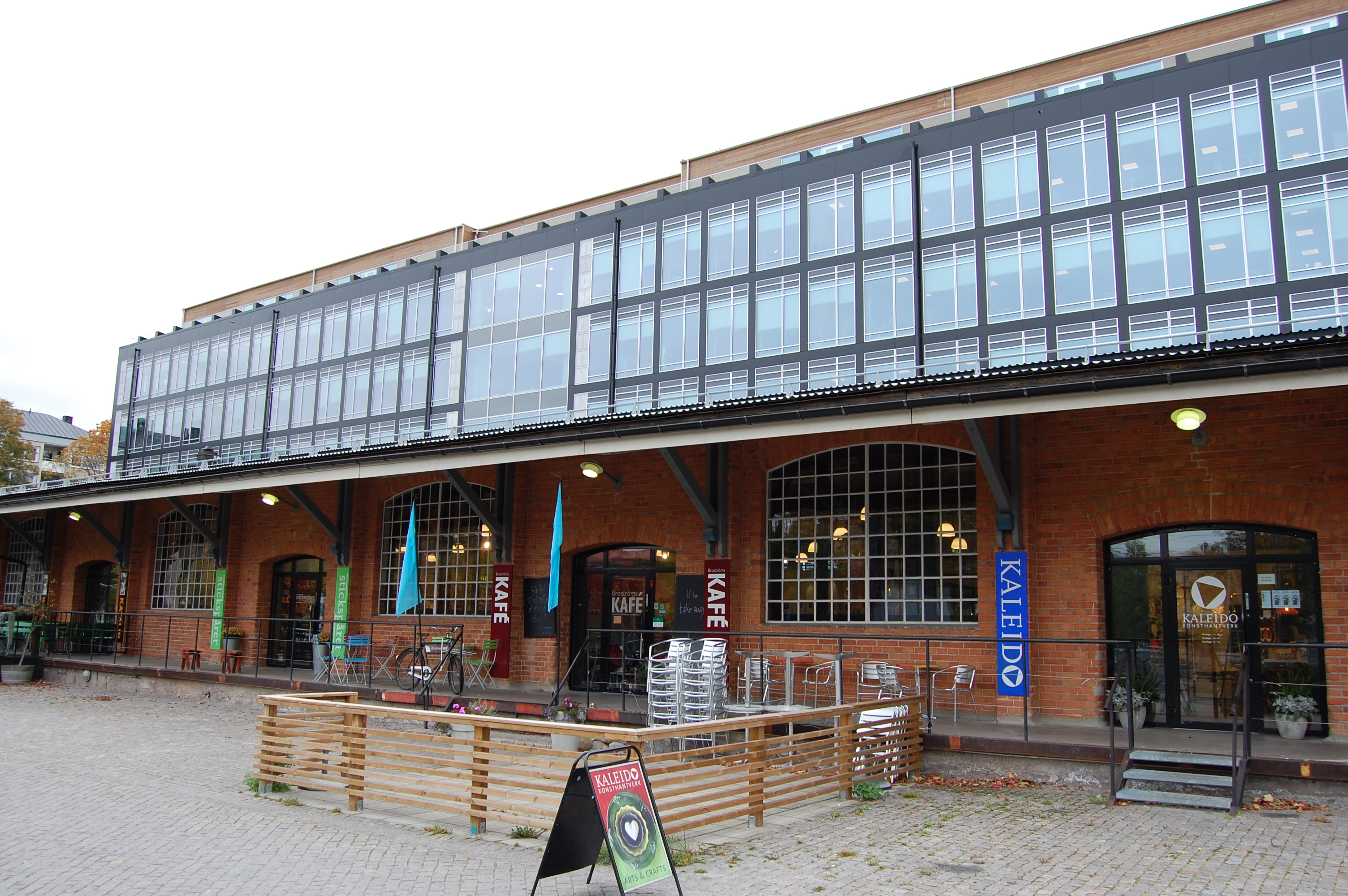
Från framsidan av godsmagasinet
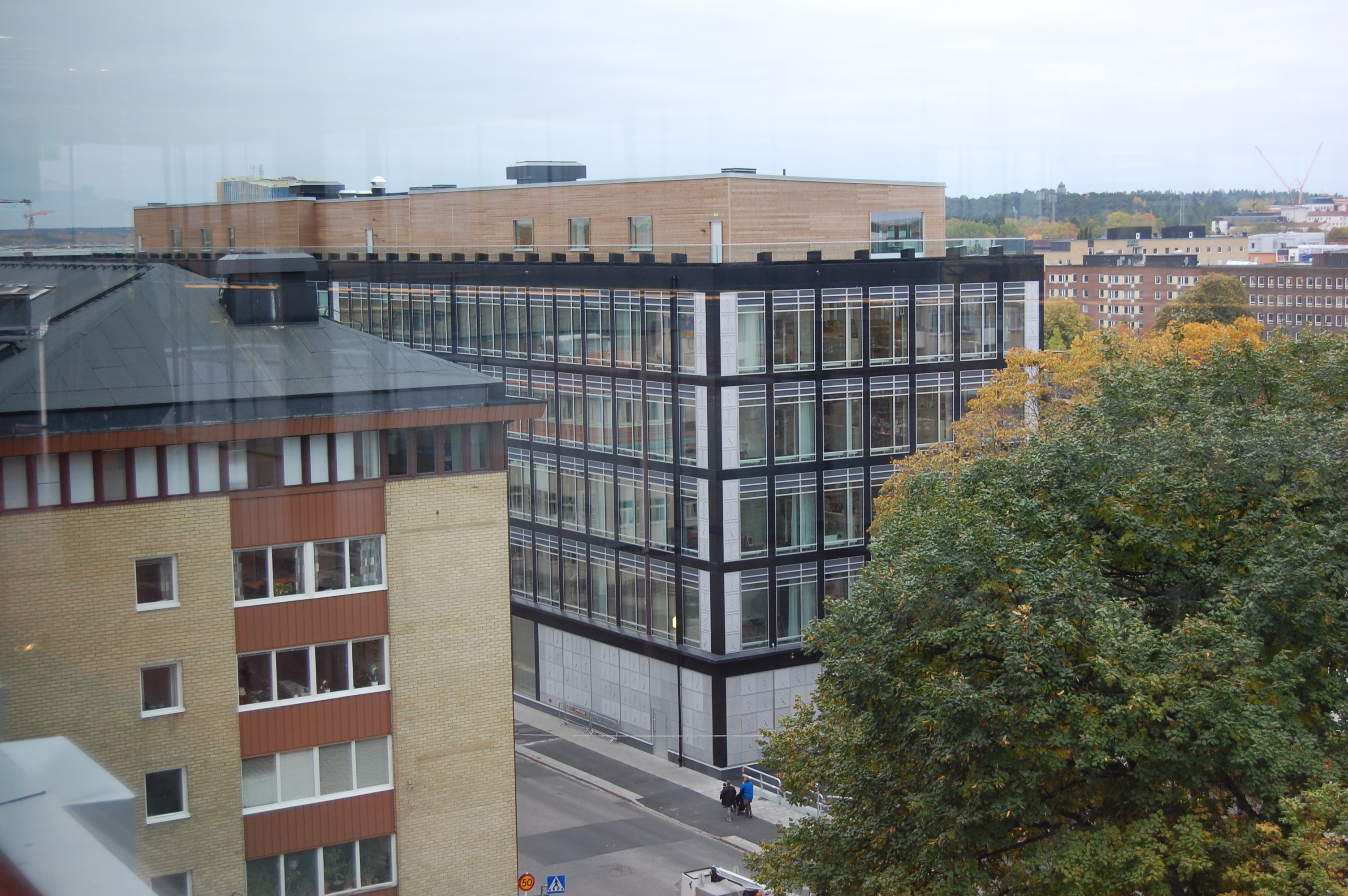
Från Uppsala Konsert & Kongress
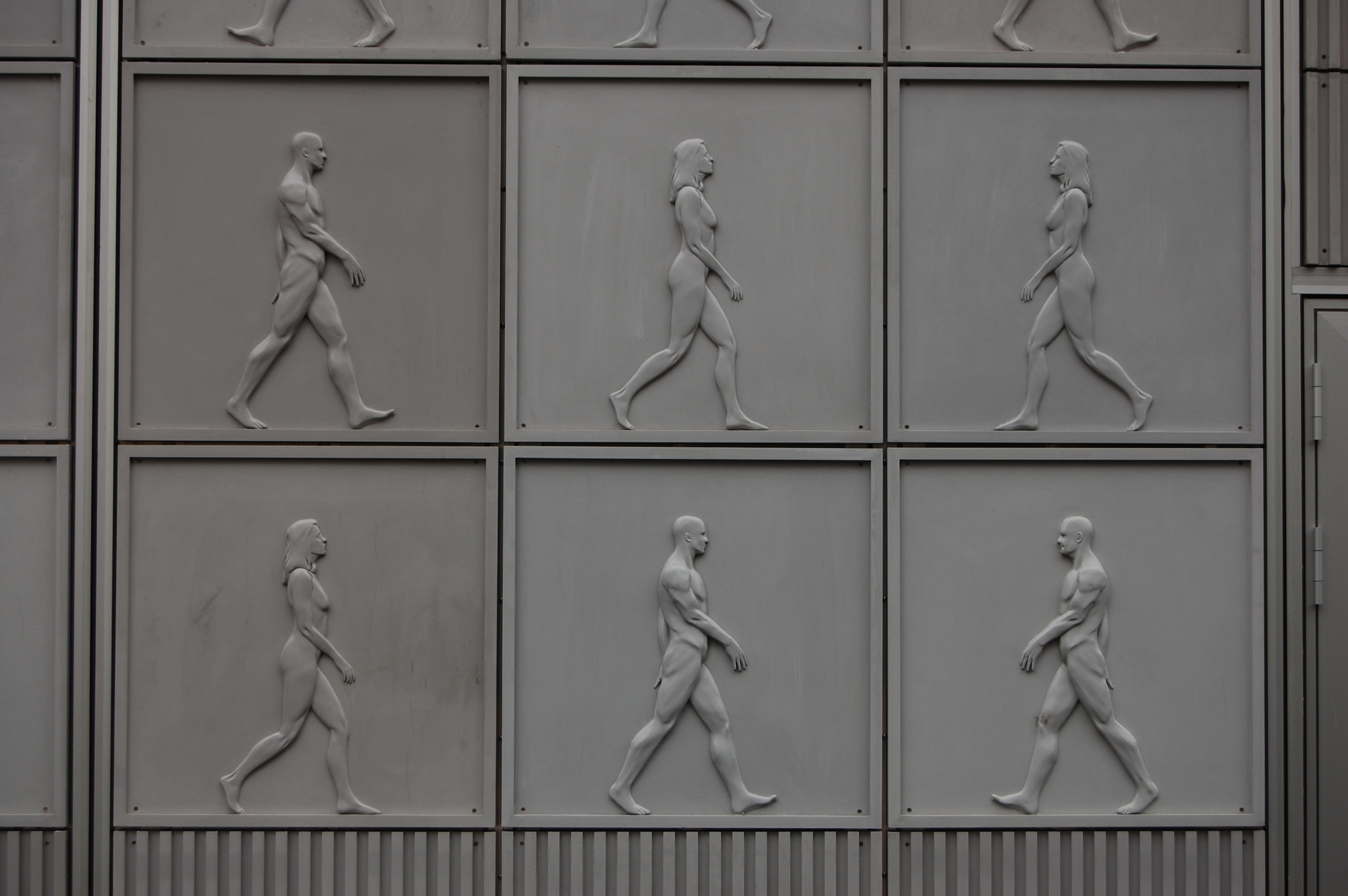
Eldaren väggparti